# Dyadische Elementarzellen
Die Menge der dyadischen Elementarzellen ist eine Partitionierung des p-dimensionalen Raumes.

## Definition
Mit
{\displaystyle {\mathcal {W}}_{n,\,(k_{1},\ldots ,k_{p})}:=\left\{(x_{1},\ldots ,x_{p})\in \mathbb {R} ^{p}:{\frac {k_{i}}{2^{n}}}\leq x_{i}<{\frac {k_{i}+1}{2^{n}}}\right\},\;k_{i}\in \mathbb {Z} ,n\in \mathbb {N} }
definiert man einen halboffenen Würfel im {\displaystyle \mathbb {R} ^{p}}, der die Kantenlänge {\displaystyle 2^{-n}} hat.
{\displaystyle {\mathcal {D}}_{n}} bezeichnet die Menge der dyadischen Elementarzellen der Ordnung {\displaystyle n}:
{\displaystyle {\mathcal {D}}_{n}:=\left\{{\mathcal {W}}_{n,\,(k_{1},\ldots ,k_{p})}:k_{i}\in \mathbb {Z} \right\},\;n\in \mathbb {N} \;.}
Elementarzellen selber Ordnung sind also disjunkt und voneinander durch ein Gitter getrennt.
Die Menge aller dyadischen Elementarzellen im {\displaystyle \mathbb {R} ^{p}} wird dann mit {\displaystyle {\mathcal {D}}} bezeichnet:
{\displaystyle {\mathcal {D}}:=\left\{{\mathcal {W}}_{n,\,(k_{1},\ldots ,k_{p})}:k_{i}\in \mathbb {Z} ,n\in \mathbb {N} \right\}\;.}
Die Menge der Eckpunkte der dyadischen Elementarzellen {\displaystyle \left\{({\tfrac {k_{1}}{2^{n}}},\ldots ,{\tfrac {k_{p}}{2^{n}}}):k_{i}\in \mathbb {Z} ,n\in \mathbb {N} \right\}} wird das dyadische Gitter genannt.

## Bedeutung
Die Menge {\displaystyle {\mathcal {D}}} der dyadischen Elementarzellen ist ein Halbring und erzeugt die Borelsche σ-Algebra {\displaystyle {\mathcal {B}}} des {\displaystyle \mathbb {R} ^{p}}. Da {\displaystyle {\mathcal {D}}} abzählbar ist, ist {\displaystyle {\mathcal {B}}} eine separable σ-Algebra.

## Beispiele
- {\displaystyle p=1}: Elementarzellen sind halboffene Intervalle.
- {\displaystyle p=2}: Elementarzellen sind Quadrate.
- {\displaystyle p=3}: Elementarzellen sind Würfel.